# Heidi van Elderen
Heidi van Elderen (* 3. April 1980 in Krefeld) ist eine deutsche Journalistin, Texterin und Krimiautorin, die seit 2023 auch unter dem Pseudonym Amy Achterop schreibt.

## Leben
Heidi van Elderen wurde 1980 in Krefeld am Niederrhein geboren. Sie schrieb zunächst für Fachmagazine wie die Reiter Revue, bevor sie später als freiberufliche Journalistin und Autorin zunächst nach Nordschweden, dann für vier Jahre in den Alentejo nach Portugal und danach mit ihrem Mann und den zwei Kindern nach Neuseeland zog. Inzwischen lebt sie auf einem kleinen Bauernhof in Schweden.
Sie schrieb seither vor allem als Reisejournalistin für verschiedene Publikationen, darunter die Süddeutsche Zeitung.
Zwischen 2019 und 2022 erschien ihre erste bislang auf drei Bände angelegte Reihe mit Kriminalromanen um Inspektor Valente und das Polizeischwein Raquel, die in Alentejo spielt, der zeitweiligen portugiesischen Wahlheimat der Autorin. Unter ihrem Pseudonym Amy Achterop startete Heidi van Elderen ab 2023 im S. Fischer Verlag eine neue Krimireihe unter dem Titel Die Hausboot-Detektei, die in Amsterdam spielt.
Derzeit lebt Heidi van Elderen mit ihrem Mann und den zwei Töchtern wieder in Schweden.

## Bibliografie

### Als Heidi van Elderen
- Mord auf Portugiesisch: Inspektor Valente und Polizeischwein Raquel ermitteln. Kriminalroman. Penguin Verlag, München 2019, ISBN 978-3-328-10306-6.
- Sterben auf Portugiesisch: Ein neuer Fall für Inspektor Valente und Polizeischwein Raquel. Kriminalroman. Penguin Verlag, München 2020, ISBN 978-3-328-10311-0.
- Raquel – Ein Polizeischwein ermittelt. Kriminalroman. Penguin Verlag, München 2022, ISBN 978-3-328-10708-8.

### Als Amy Achterop
- Die Hausboot-Detektei – Tödlicher Genuss. Band 1. Kriminalroman. S. Fischer Verlag, Frankfurt a. M. 2023, ISBN 978-3-596-70670-9.
- Die Hausboot-Detektei – Tödlicher Grund. Band 2.  Kriminalroman. S. Fischer Verlag, Frankfurt a. M. 2023, ISBN 978-3-596-70679-2.
- Die Hausboot-Detektei – Tödlicher Stoff. Band 3.  Kriminalroman. S. Fischer Verlag, Frankfurt a. M. 2024, ISBN 978-3-596-70895-6.
- Die Hausboot-Detektei – Tödliche Farben. Band 4.  Kriminalroman. S. Fischer Verlag, Frankfurt a. M. 2024, ISBN 978-3-596-71044-7.
- Die Hausboot-Detektei – Tödliche Blüten. Band 5.  Kriminalroman. S. Fischer Verlag, Frankfurt a. M. 2025, ISBN 978-3-596-71102-4.